# Médecine interne
La médecine interne est une spécialité médicale. Elle s'intéresse au diagnostic et à la prise en charge globale des maladies de l'adulte avec une prédilection pour les maladies systémiques (par exemple le lupus érythémateux disséminé) et les maladies auto-immunes en général. Un médecin qui pratique la médecine interne est un interniste (en France) ou interne (en Belgique).

## Description
La médecine interne est la spécialité des démarches diagnostiques difficiles et de la prise en charge des adultes souffrant de polypathologies ou de maladies générales.
Le fractionnement de certaines spécialités en « sur-spécialités » de plus en plus étroites, fruit du progrès médical et technique et indispensable au soin de certains patients, nécessite un recours de plus en plus important à des médecins formés à la synthèse comme le sont les internistes.

## À travers le monde

### Afrique du Nord
En Algérie et au Maroc, la médecine interne est au carrefour des autres spécialités : l’approche globale du malade peut parfois éviter à celui-ci un circuit contraignant lié à l’approche par organe.

### Europe
En Belgique et en France, les services de médecine interne tiennent un rôle central à l’hôpital. Ils ont pour mission de recevoir des patients sans diagnostic ou polypathologiques, souvent hospitalisés en aval des services d’urgence et dans un état grave. Le fréquent contexte d’urgence et de complexité médicale nécessite la mobilisation et la coordination des moyens humains autour du patient, ainsi que la mise en œuvre de moyens techniques ou de procédures diagnostiques et thérapeutiques sophistiqués. Cette activité implique un travail en équipe, multidisciplinaire et multiprofessionnel, caractéristique de la médecine interne.
En France les internistes ont également une fonction de consultant pour les médecins de ville ou hospitaliers, leur apportant une aide en toutes situations.